# 투즐라주

투즐라 주의 위치

투즐라주(보스니아어: Tuzlanski kanton, 크로아티아어: Tuzlanska županija, 세르비아어: Тузлански кантон)는 보스니아 헤르체고비나를 구성하는 국가 및 지역인 보스니아 헤르체고비나 연방에 속해 있는 10개 주 가운데 하나로 주도는 투즐라이며 면적은 2,649.0km2, 인구는 499,221명(2011년 기준), 인구 밀도는 190명/km2이다. 보스니아 헤르체고비나 북동부에 위치한다.

주기
주 문장

## 지방 자치체
13개 지방 자치체를 관할한다.
- 투즐라 (Tuzla)
- 바노비치 (Banovići)
- 첼리치 (Čelić)

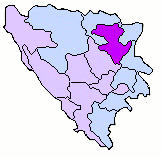
투즐라 주

- 도보이이스토크 (Doboj Istok, 동(東)도보이)
- 그라다차츠 (Gradačac)
- 그라차니차 (Gračanica)
- 클라단 (Kladanj)
- 칼레시야 (Kalesija)
- 루카바츠 (Lukavac)
- 사프나 (Sapna)
- 스레브레니크 (Srebrenik)
- 테오차크 (Teočak)
- 지비니체 (Živinice)

## 지리와 인구
주 면적은 2,649.0km2이다. 1991년 당시에는 949,621명이 거주하고 있었으며 이 가운데 60%는 보스니아인, 28%는 세르비아인, 9%는 크로아티아인이었고 나머지는 소수 민족(유고슬라브인, 로마인, 슬로베니아인, 우크라이나인 등)이었다. 2002년 통계를 기준으로 607,571명이 거주하며 전체 인구 가운데 90%는 보스니아인(546,814명)이다.

## 역사와 문화
1994년 보스니아인 세력과 크로아티아인 세력 사이에 체결된 워싱턴 협정에 따라 신설되었으며 1995년 데이턴 협정이 체결되면서 주의 경계선이 확정되었다. 1333년에 건설된 이래 보존 상태가 뛰어난 것으로 알려진 요새가 있는 스레브레니크가 있다.

## 같이 보기
- 보스니아 헤르체고비나의 행정 구역